# Fontanella
Fontanella é uma comuna da província de Bérgamo, na região da Lombardia, na Itália. Conta com cerca de 3 611 habitantes. Estende-se por uma área de 17 quilômetros quadrados, tendo uma densidade populacional de 212 habitantes por quilômetro quadrado. Faz fronteira com Antegnate, Barbata, Calcio, Casaletto di Sopra (CR), Pumenengo, Soncino (CR) e Torre Pallavicina.

## Demografia
| Variação demográfica do município entre 1861 e 2011                               |
|                                                                                   |
| Fonte: Istituto Nazionale di Statistica (ISTAT) - Elaboração gráfica da Wikipedia |